# Thomas Chippendale
Thomas Chippendale “el vell” (Otley, West Yorkshire, 5 de juny de 1718 - 13 de novembre de 1779) fou un dels "tres magnífics" creadors de mobiliari del segle xviii anglès, al costat de Thomas Sheraton i George Hepplewhite. Es dedicà al disseny i a fabricació de mobles. En 1754 es va convertir en el primer del seu gremi en publicar un llibre amb els seus dissenys, anomenat Gentleman and Cabinet Maker's Director. Va tenir tres edicions el 1754, 1755 i 1762.

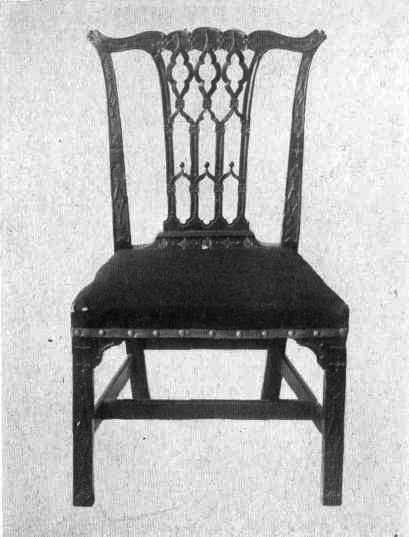
Una cadira estil Chippendale amb un elaborat respatller en "llaçada"

Al principi, Chippendale va treballar associat amb James Ranni i, més tard, amb Thomas Haig. Els seus dissenys es van fer molt populars entre mitjans i finals del segle xix, arribant a donar nom a un estil, fins al punt que els comerciants especialitzats parlaven de variants com el "Chippendale xinès", "Chippendale gòtic", i fins i tot el "Chippendale irlandès". Molt del que després es va associar al seu nom tenen poca relació amb els conceptes originals de l'anglès.
Hi ha una estàtua i una placa en memòria de Chippendale a l'entrada de l'antiga Escola de Gramàtica Príncep Harry, a la plaça Manor de Otley.